# NBAアシスタントコーチ
NBAアシスタントコーチ（英語:assistant coach）とは、北米のプロバスケットボールリーグNBAの各チームにおいてヘッドコーチを補佐して選手を指導するコーチの役職。通常アシスタントコーチは3人から6人ぐらいまで、ヘッドコーチの方針で複数人おり、選手育成担当、ディフェンス技術担当、シューティングスキル担当など細分化されているコーチと、第1アシスタントコーチのように、ヘッドコーチの退場や欠場の際、ゲームの指揮を採れる能力を持ちヘッドコーチに最も近いアシスタントコーチがいる。NBAでは、アシスタントコーチの人事権は通常、ゼネラルマネージャー(GM)やヘッドコーチが握っている場合が多い。

## 経歴
引退NBAプレーヤーを始めとして、大学コーチ、チームのスカウトやビデオコーディネーター、など多種の人材が集められ、アシスタントコーチからヘッドコーチ、GMなどを目指す。ヘッドコーチの戦術やチーム運営は引き継がれる場合が多く、仕えたヘッドコーチによってステップアップが決まる場合が多い。